# Action Synthèse
 (juillet 2023).
Si vous disposez d'ouvrages ou d'articles de référence ou si vous connaissez des sites web de qualité traitant du thème abordé ici, merci de compléter l'article en donnant les références utiles à sa vérifiabilité et en les liant à la section « Notes et références ».
Action Synthèse est un studio d'animation 3D français et une société de production de longs métrages, séries télévisées et courts métrages, créé en 1998 et dirigé par Pascal Rodon. Le studio a la particularité de fabriquer ses images entièrement en région Provence-Alpes-Côte d'Azur à Marseille. Il a redonné vie aux personnages du Manège Enchanté de Serge Danot en fabriquant un long métrage, Pollux : Le Manège enchanté, sorti sur les écrans français en 2005 et Doogal aux États-Unis en 2006. Le film met en scène Pollux et ses amis dans une aventure pour sauver le monde du Bois Joli. Le studio a aussi contribué au retour à la télévision de la série en fabriquant et coproduisant la nouvelle version en animation 3D, Le Manège enchanté, diffusé en France par M6 et Playhouse Disney. La série est diffusée en Europe par, entre autres, Nickelodeon (Royaume-Uni) et ZDF (Allemagne).
Le studio initie d’autres projets dont les sorties sont prévues en 2011-2012 tels que Le Magicien d'Oz, long métrage pour le cinéma adaptant le livre de L. Frank Baum, Russell et Frankie, adaptation des livres pour enfant de Rob Scotton et une suite de Pollux, pour le cinéma, qui réconcilie la série en stop motion et la nouvelle version 3D.
Le 25 mars 2013, le studio est placé en liquidation judiciaire.

## Histoire du studio
La société est créée en 1998 à Paris, après deux ans passés en cette ville et la production des deux courts métrages Antebios et Premier domicile connu, Action Synthèse se délocalise à Marseille en janvier 2000 pour mieux se structurer et être en mesure d’initier le projet de long métrage Pollux : Le Manège enchanté.
Le 26 avril 2010 le studio est placé en redressement judiciaire, puis le 17 octobre 2011 un plan de continuité est mis en place. Le 25 mars 2013, le studio finit en liquidation judiciaire.

## Courts métrages
- 1998 : Antebios
- 1999 : Premier domicile connu

## Longs métrages
- 2005 : Pollux : Le Manège enchanté

## Séries télévisées
- 2007 : Le Manège enchanté, composée de 104 épisodes de 11 minutes[2]
- 2011 : City of Friends, composée de 52 épisodes de 10 minutes et de deux spéciaux de 30 min chacun.
- 2012 : Maya l'abeille, composée de 78 épisodes de 12 minutes (travail sur le compositing et l’étalonnage uniquement)
- 2013 : Russell et Frankie, statut inconnu.

## Projets annulés
À la suite de la liquidation judiciaire du studio, certains projets prévus ou qui étaient en cours de développement ont été annulés. 
- Pollux 2, le commencement. Cette suite devait être réalisée par Graham Ralph.
- Le Magicien d’Oz. Le film devait être réalisé par John Boorman pour une sortie en été 2010.
- Les Zinzins de l'espace, le film. Adaptation de la série éponyme en film.